# Skulpturenpark Wettersbach
Der Skulpturenpark Wettersbach liegt am Verbindungsweg zwischen den Karlsruher Stadtteilen Palmbach und Grünwettersbach neben der L623. 

## Entstehung
Der Skulpturenpark in den Karlsruher Höhenstadtteilen Grünwettersbach und Palmbach wird in Zusammenarbeit der Ortsverwaltung Wettersbach, dem Ortschaftsrat, dem Verein Kult-Art Wettersbach, sowie dem Verein Bergdorf-Profis. e.V. entwickelt und finanziert. Das erste Kunstwerk wurde 2009 aufgestellt.

## Projektbeschreibung
Im Park zwischen Palmbach und Grünwettersbach verbinden sich Natur, Kunst, Sport und Geschichte. Dort ist auch der Fitness-Park Wettersbach angesiedelt. Im Skulpturenpark beginnt ebenfalls der Waldenserweg  Palmbach, in dessen Verlauf das Waldenserdenkmal  „Tor des Ankommens“ der Künstler OMI Riesterer und Barbara Jäger zu sehen ist. 

## Kunstwerke
1. Skulptur „Zwei Vögel“ des Karlsruher Künstlers Georg Schalla wurde am 24. Juli 2009 als erstes Kunstwerk im neuen Skulpturenpark enthüllt. Das Kunstwerk wurde vom Verein Kult-Art Wettersbach gestiftet.
2. Skulptur „Capoeira“ von Uwe Lindau  wurde am 12. September 2015 im Rahmen der KA300-Stadtteilprojekte Wettersbach enthüllt.
3. Skulptur „Resonanz“ von Jürgen Goertz wurde im Dezember 2017 aufgestellt. Diese befand sich seit 1991 im Hauptgebäude der Volksbank Durlach.
4. Die Skulptur „Findung“ von Laura Danzi folgt im Sommer 2018
5. Die Skulptur „Warte Hier“ vom Karlsruher Künstler Nino Maaskola wurde im September 2019 enthüllt
6. Die Skulptur „Steinerner Fluss der Zeit“ vom Ettlinger Künstler Voré wurde im Juli 2022 übergeben. Als „Sinnbild der Stadt auf dem die Dramaturgie der Geschichte abgetragen wird“, stand es vorher vor dem Badischen Staatstheater Karlsruhe.